# Pojedy
Pojedy jsou vesnice v okrese Nymburk, je součástí obce Žitovlice. Nachází se asi 1 km na jihozápad od Žitovlic, na severu leží Pojedský rybník a na západě protéká Seletický potok. Je zde evidováno 50 adres.

## Historie
První písemná zmínka o vesnici pochází z roku 1323.

## Fotogalerie

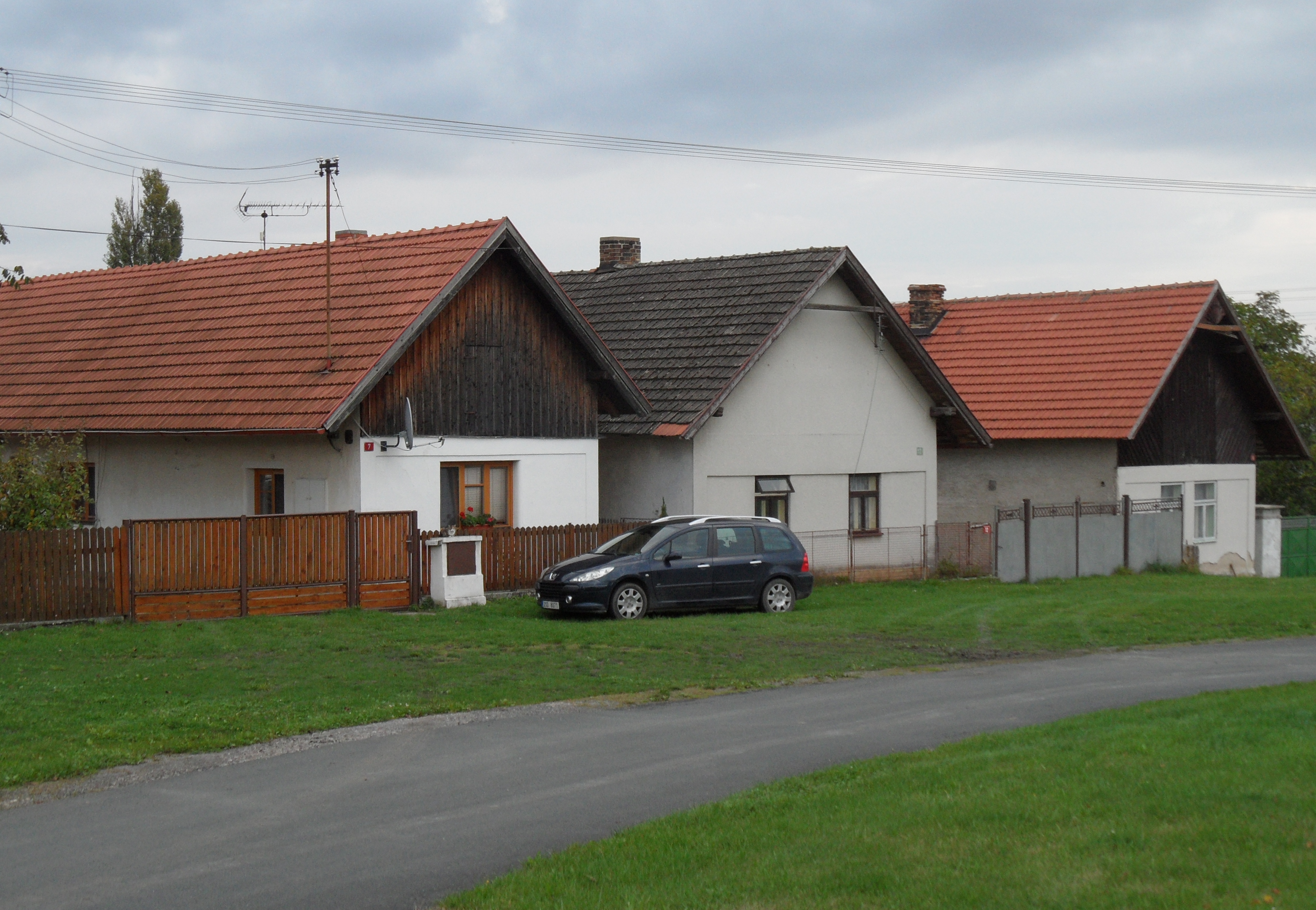
Domy na návsi
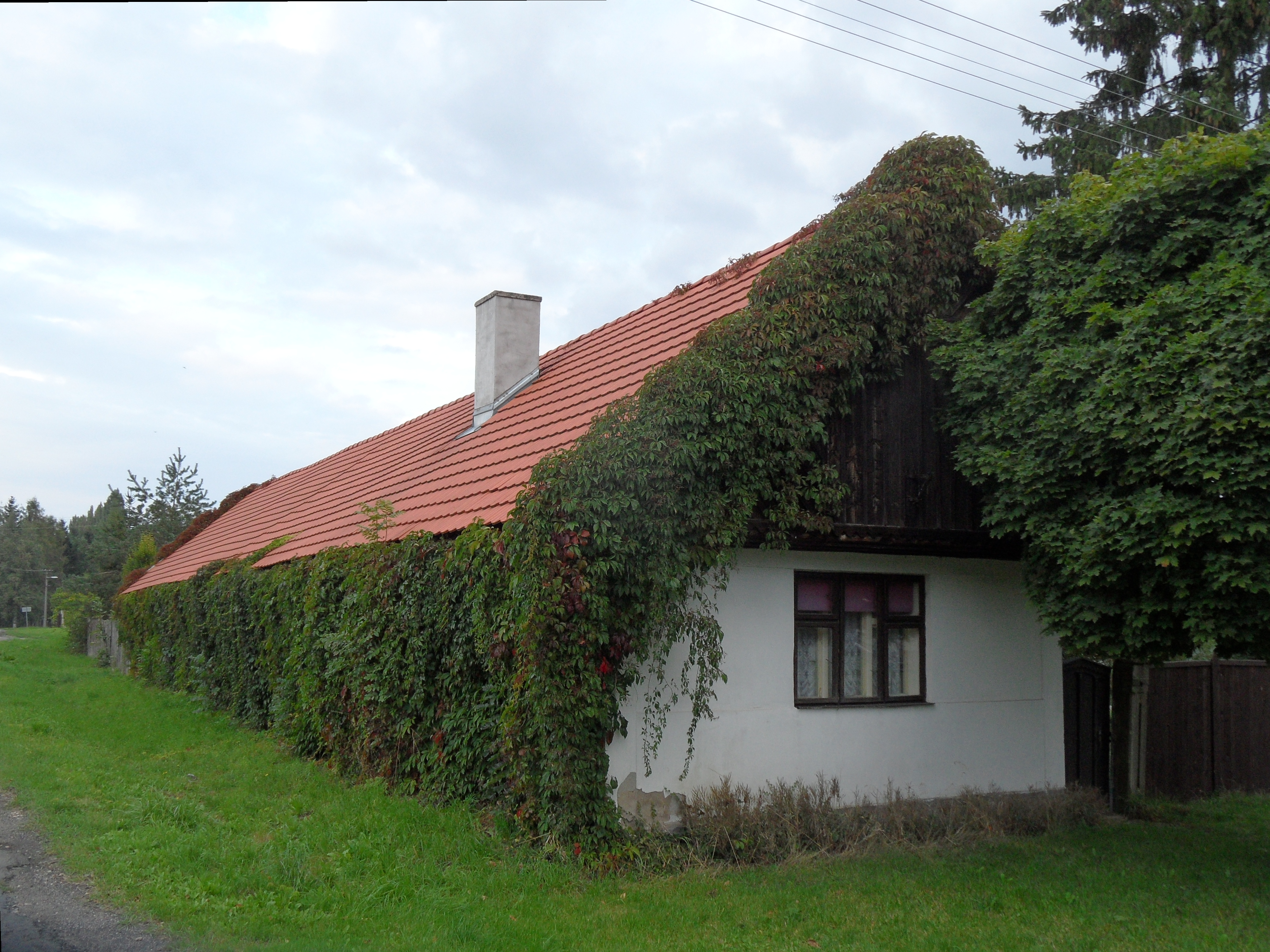
Dům čp. 4
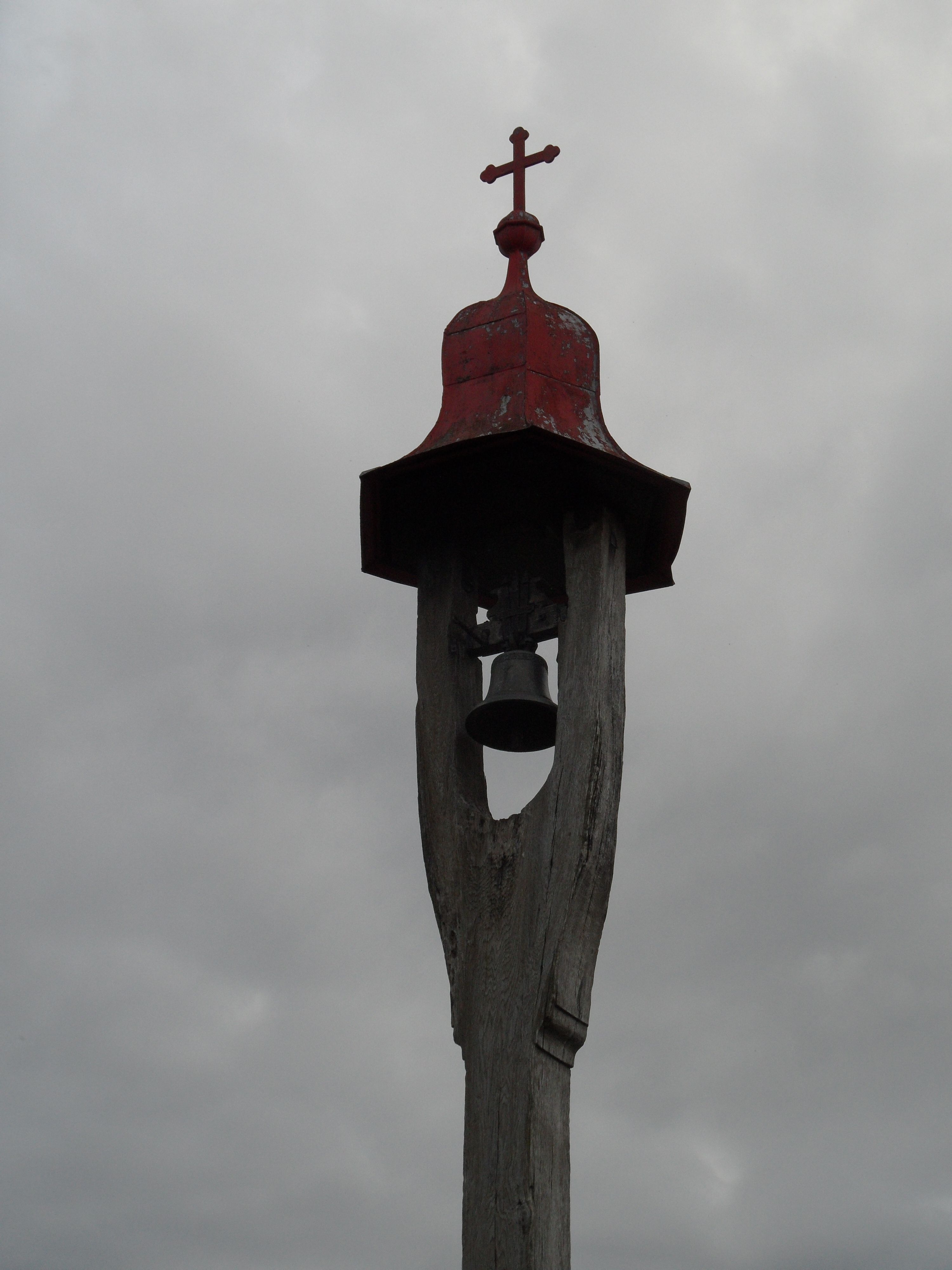
Detail zvoničky
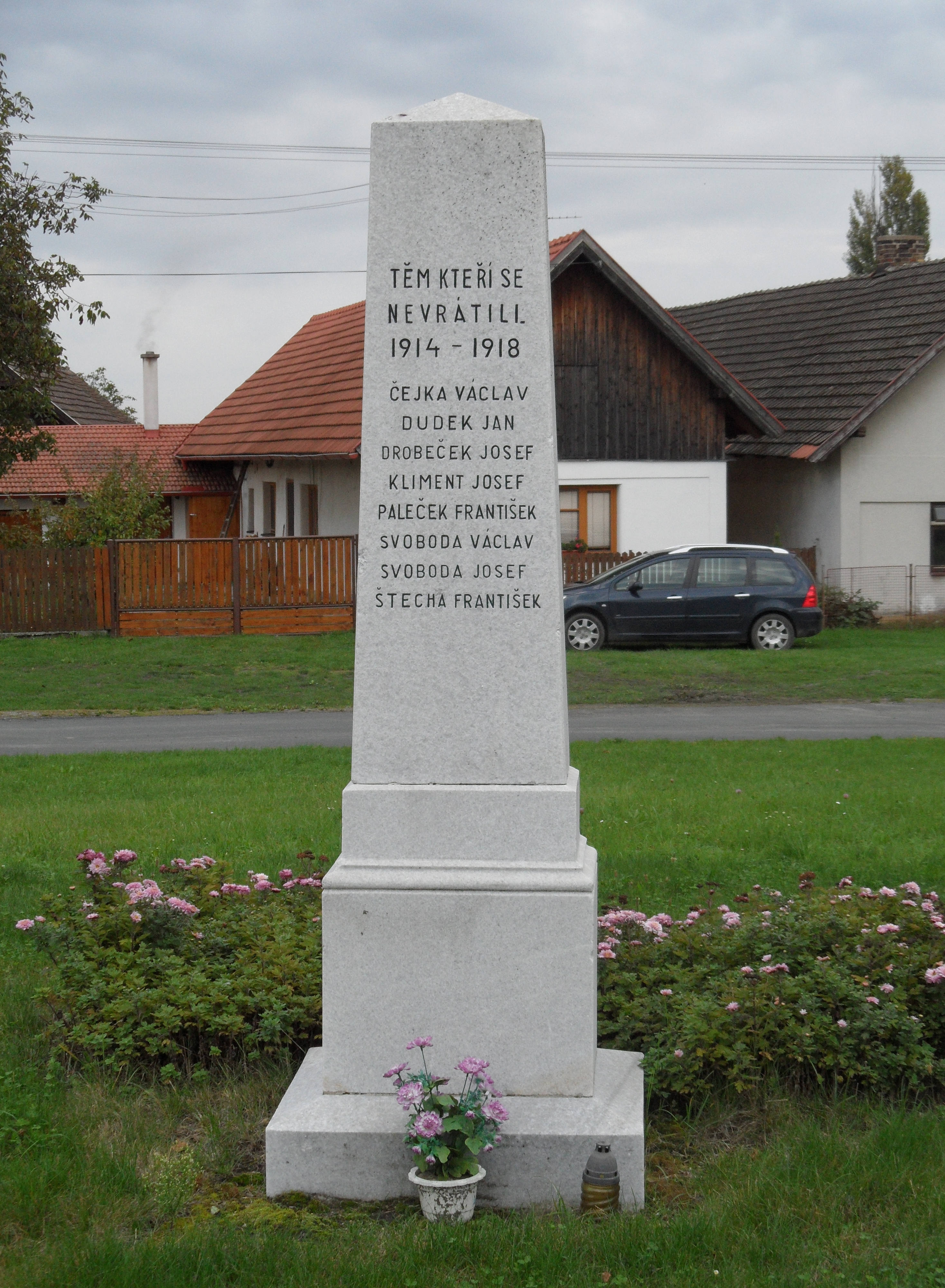
Památník obětem 1. světové války
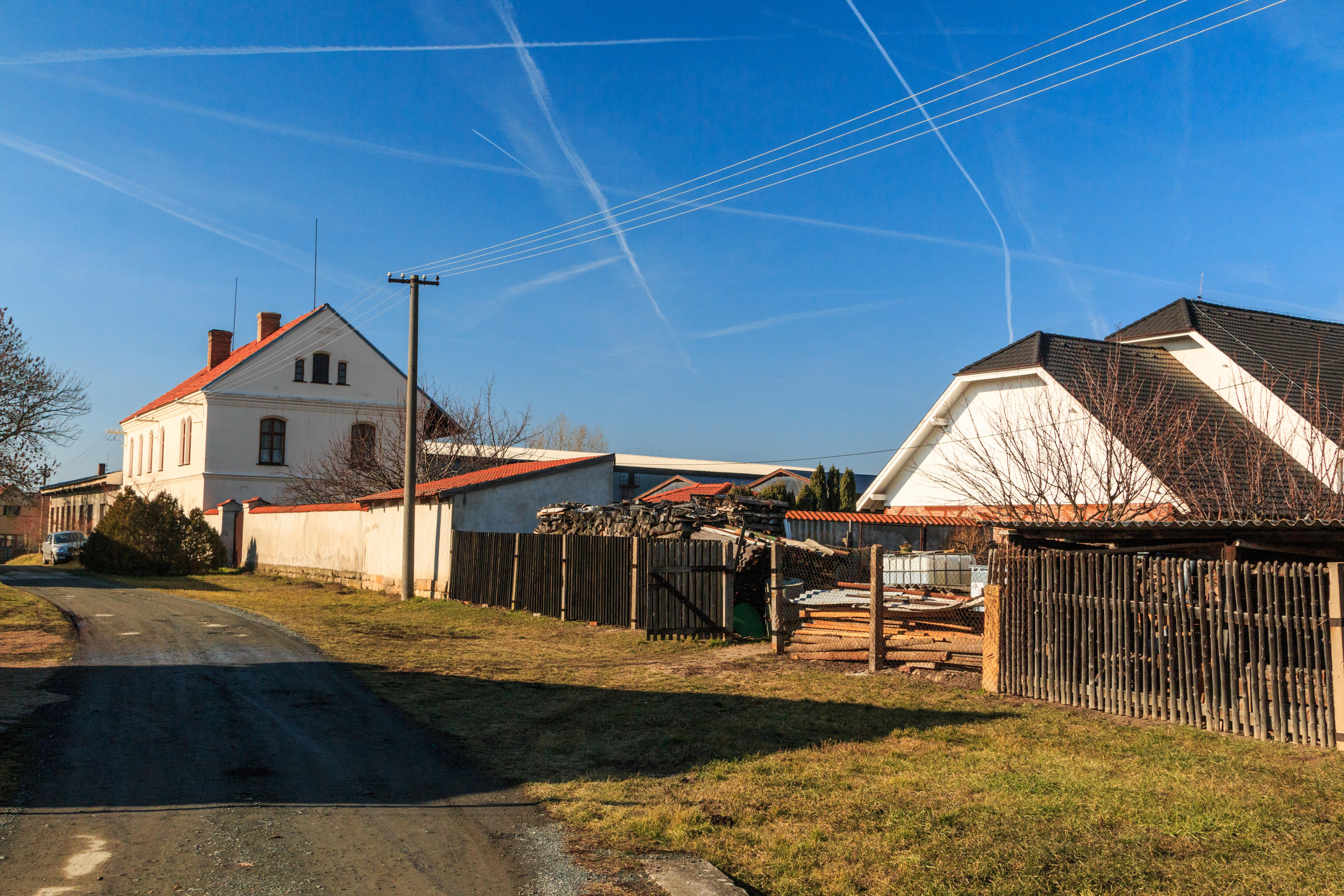
Pojedy čp. 1
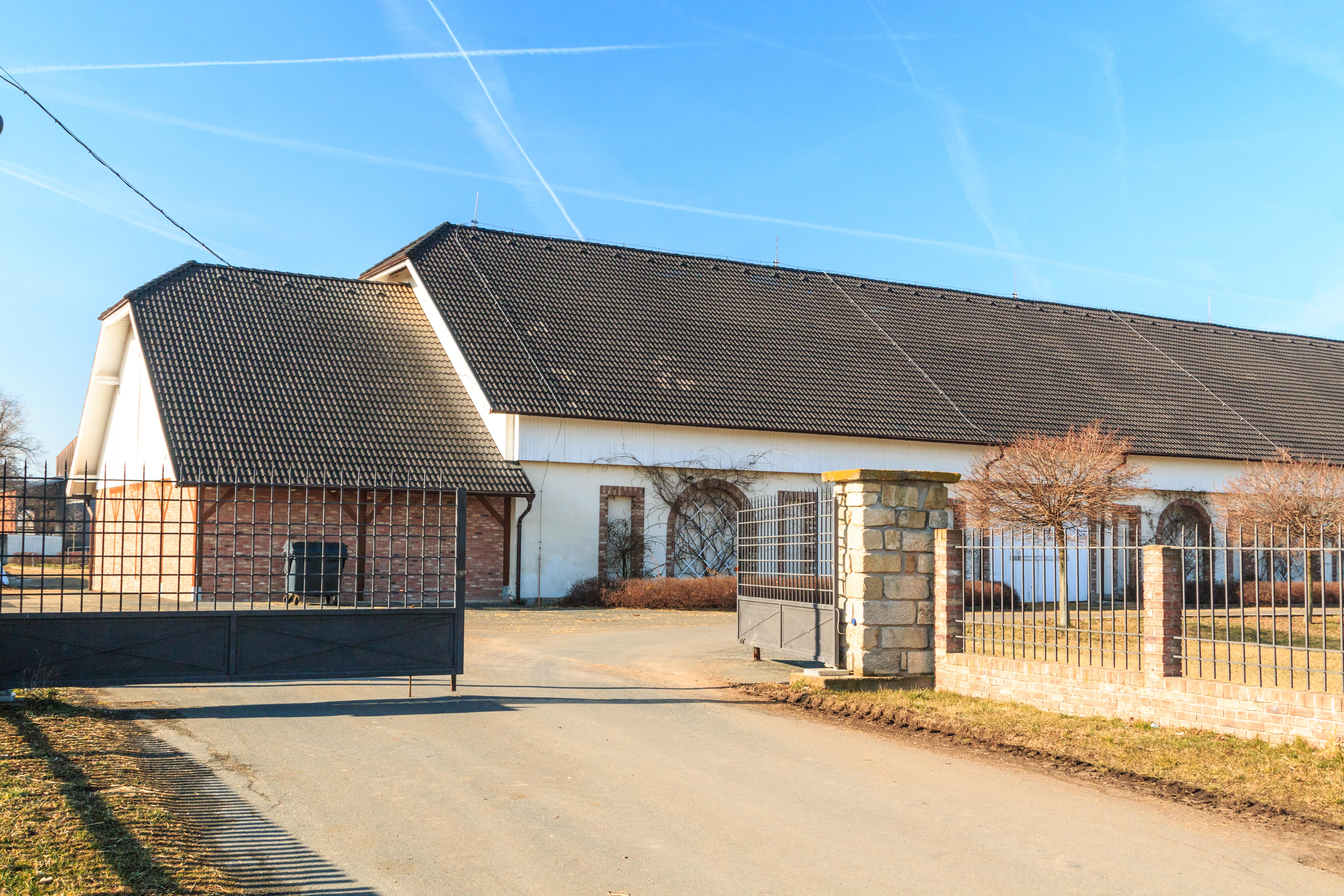
Farma Pojedy